# Centaurea varnensis
Centaurea varnensis — вид рослин з роду волошка (Centaurea) й родини айстрових (Asteraceae).

## Середовище проживання
Поширений у Болгарії, Румунії, Україні; інтродукований до Польщі, Угорщини, Австрії, Німеччини, Франції.